# Brittney Griner
Brittney Yevette Griner (Houston, 1990. október 18. –) háromszoros olimpiai bajnok amerikai kosárlabdázónő, a Phoenix Mercury játékosa a WNBA-ben. Az egyetlen játékos, aki az NCAA történetében legalább 2000 pontot és 500 blokkot szerzett. Egyike a nyolc nőnek, aki tudott nyerni olimpiai, NCAA, világbajnoki és WNBA-bajnoki címet is.
2022. február 17-én Moszkvában letartóztattak, miután elektromos cigarettához való, hasisolajat tartalmazó patronokat találtak nála a Seremetyjevói repülőtéren. Az országba azzal a céllal érkezett, hogy a UMMC Jekatyerinburg csapatában játsszon, ahogy azt minden évben tette 2014 óta. Ugyan a bíróság előtt bűnösnek vallotta magát, letartóztatása és börtönben töltött ideje alatt az amerikai kormány kitartott azon álláspont mellett, hogy helytelenül volt letartóztatva a játékos. Kábítószer-birtoklásért kilenc év börtönbüntetésre és egymillió rubel pénzbírságra ítélték, majd egy mordvinföldi büntetőtelepre került.
2022. december 8-án az USA és Oroszország fogolycserét hajtott végre, Grinert Viktor But orosz fegyverkereskedőért cserébe szabadon bocsájtottak. A fogolycserére az Abu-Dzabi repülőtéren került sor.

## Pályafutása
Griner a WNBA profi kosárlabdaligában játszik a Phoenix Mercury nevű arizonai csapatban.
Tagja volt a 2016-os riói és a 2021-es tokiói olimpiai játékokon aranyérmes amerikai női kosárlabdacsapatnak.

## Magánélete
Griner házas, felesége Cherelle Griner tanár. A pár 2019. június 18-án kötött házasságot. Első házassága Glory Johnsonnal 2015–2016-ban volt és válással végződött.

## Külső hivatkozások
- A túszdiplomácia legveszélyesebb terepe lett az Oroszországban letartóztatott amerikai kosársztár ügye – Telex.hu, 2022. július 17.